# Triodia prona
Triodia prona är en gräsart som beskrevs av Michael Lazarides. Triodia prona ingår i släktet Triodia och familjen gräs. Inga underarter finns listade i Catalogue of Life.